# 蕨和雄
蕨 和雄（わらび かずお、1949年（昭和24年）7月14日 - ）は、日本の政治家、実業家。元千葉県佐倉市長（3期）。

## 来歴
千葉県佐倉市先崎生まれ。千葉県立船橋高等学校、早稲田大学商学部卒業。1975年、東京銀行（現三菱UFJ銀行）に入行。東京、大阪、香港、ニューヨークで勤務し、1994年に蕨産業株式会社を設立した。
2007年4月22日に行われた佐倉市長選挙に無所属で出馬。元県議の密本俊一ら2候補を退け初当選（蕨：28,312票、密本俊一：22,969票、清宮誠：18,520票）。同年4月27日、正式に佐倉市長に就任した。
2011年、自民党の元県議の密本俊一を破り再選（蕨：43,044票、密本俊一：25,840票）。
2015年、元衆議院議員の西田譲らを破り3選（蕨：33,286票、西田譲：25,880票、宇田実生子：10,306票）。
2019年、市長選に自民党の推薦を得て立候補。候補者は蕨のほか、自民党所属の元県議の西田三十五、弁護士の清田乃り子など計4人。次点で落選。